# Медаль Шухарта
Медаль Шухарта, названа на честь Волтера А. Шухарта, щорічно присуджується Американським товариством якості за ...видатне технічне лідерство в галузі сучасного контролю якості, особливо завдяки розвитку його теорії, принципів і методів.  Перша медаль була вручена в 1948 році.

## Інтернет-ресурси
- Official website